# Friedrich Janke
Friedrich Janke   (Skorodnica, 19 d'abril de 1931) és un atleta alemany ja retirat, especialista en curses de fons, que va competir sota bandera de la República Democràtica Alemanya durant les dècades de 1950 i 1960.
El 1956 va prendre part en els Jocs Olímpics d'Estiu de Melbourne, on quedà eliminat en la cursa dels 5.000 metres del programa d'atletisme. Quatre anys més tard, als Jocs de Roma, fou quart en la mateixa prova.
En el seu palmarès destaca una medalla de plata en els 5.000 metres al Campionat d'Europa d'atletisme de 1962, en finalitzar rere el soviètic Pyotr Bolotnikov i una medalla de plata en els 5.000 metres al Festival Mundial de la Joventut i els Estudiants de 1957. A nivell nacional guanyà divuit campionats de la República Democràtica Alemanya: dos dels 5.000 metres (1957 i 1963), cinc dels 10.000 metres (1957, 1959, 1961 a 1963), dos dels 3.000 metres obstacles (1954 i 1956), quatre de cros individual (1956 a 1958 i 1963) i cinc de cros per equips (1957 a 1959, 1961 i 1963). Va millorar en quatre ocasions els rècord nacional dels 5.000 metres, una vegada el dels 10.000 metres i dues vegades el dels 3000 metres obstacles.
Una vegada va posar punt-i-final a la seva carrera esportiva va passar a exercir d'entrenador, formant, entre d'altres atletes com Gunhild Hoffmeister, Ulrike Bruns i Uta Pippig.

## Millors marques
- 3.000 metres obstacles. 8' 42.2" (1961)
- 5.000 metres. 13' 42.4" (1959)
- 10.000 metres. 29' 01.6" (1962)[10]